# Владимир Пецикоза
Владимир Печикоза (на сръбски: Владимир Печикоза) е сръбски археолог и фотограф, ръководител на отдела по археология в Научен център Петница.

## Биография
Владимир Пецикоза е роден на 1 август 1977 г. във Валево, Социалистическа република Сърбия, СФРЮ, където завършва основното училище „Сестра Илич“, а след това и Валевската гимназия. Завършва археология във Философския факултет на Белградския университет. От 2006 г. работи в Научния център „Петница“, като ръководител на отдел „Социални науки“. Той се занимава с фотография още от малък, от 1994 г. участва в множество изложби в Сърбия и в чужбина. През 1996 г. е първата му самостоятелна изложба във Валевската гимназия. От 2006 г. с група сътрудници в Научния център „Петница“ ръководи училището по приложна фотография.